# Drill
Drill é o extended play de estreia da banda inglesa de rock Radiohead, lançado em 5 de maio de 1992. Foi o primeiro lançamento comercial da banda e estreou na parada de álbuns do Reino Unido na posição 101. Radiohead posteriormente regravou três de suas canções para seu álbum de estreia, Pablo Honey (1993). Drill foi adicionado a serviços de streaming em janeiro de 2020.

## Faixas
1. "Prove Yourself" - 2:32
2. "Stupid Car" - 2:21
3. "You" - 3:22
4. "Thinking About You" - 2:17

## Paradas musicais
| Parada (1992)                 | Posição de pico |
| ----------------------------- | --------------- |
| Reino Unido (UK Albums Chart) | 101             |